# Greg Keyes

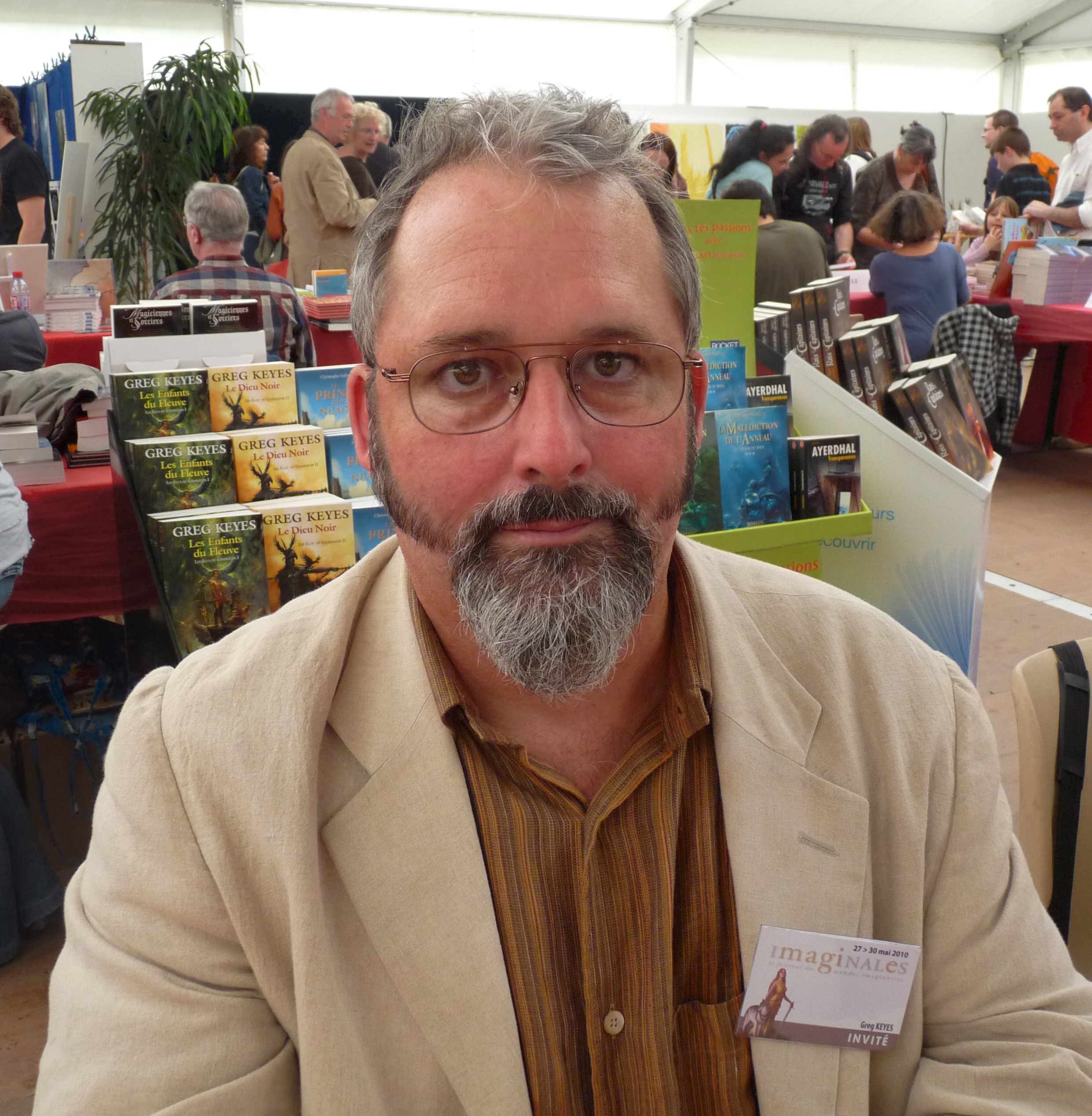
Greg Keyes (Epinal, Frankreich, 2010)

John Gregory „Greg“ Keyes (* 11. April 1963 in Meridian (Mississippi), USA) ist ein US-amerikanischer Fantasy- und Science-Fiction-Autor.

## Leben
Greg Keyes hat an der Mississippi State University und der University of Georgia in Anthropologie graduiert, bevor er hauptberuflich als Schriftsteller tätig wurde. Seine ersten Romane veröffentlichte er unter dem Namen J. Gregory Keyes. Inzwischen verwendet er nur noch die Kurzform Greg Keyes. Zu seinem Werk gehören u. a. auch drei Star-Wars-Romane.
Sein Roman A Newton’s Cannon wurde mit dem französischen Grand Prix de l’Imaginaire als bester internationaler Roman ausgezeichnet, er war mehrfach für den Locus Award nominiert.
Heute lebt Keyes in Savannah (Georgia).

## Werke

### Chosen of the Changeling
- Vol. 1: The Waterborn, 1996
  - Band 1: Aus Wasser geboren, Heyne, 2000, ISBN 3-453-14945-9

| Award | Kategorie | Platz |
| ----- | --------- | ----- |
| Locus | Debut     | 3.    |

- Vol. 2: The Blackgod, 1997, ISBN 0-345-40394-0

### Der Bund der Alchemisten – Age of Unreason
- Vol. 1: Newton’s Cannon, 1998, ISBN 1-56865-829-X
  - Band 1: Newtons Kanone, Blanvalet, 2007, ISBN 3-442-24355-6

| Award      | Kategorie             | Platz    |
| ---------- | --------------------- | -------- |
| Locus      | SF-Roman              | 6.       |
| Imaginaire | internationaler Roman | Gewinner |

- Vol. 2: A Calculus of Angels, 1999, ISBN 0-7394-0260-9
  - Band 2: Luftschiffe des Zaren, Blanvalet, 2008, ISBN 3-442-24356-4

| Award     | Kategorie | Platz     |
| --------- | --------- | --------- |
| Locus     | SF-Roman  | 9.        |
| Endeavour | Roman     | nominiert |

- Vol. 3: Empire of Unreason, 2000, ISBN 0-345-40609-5
  - Band 3: Das verborgene Reich, Blanvalet, 2009, ISBN 3-442-24357-2
- Vol. 4: The Shadows of God, 2001, ISBN 0-345-43904-X
  - Band 4: Die Schatten Gottes, Blanvalet, 2009, ISBN 978-3-442-24358-7

### Babylon 5: The Psi Corps Trilogy
- Dark Genesis: The Birth of the Psi Corps, 1998, ISBN 0-345-42715-7
- Deadly Relations: Bester Ascendant, 1999, ISBN 0-345-42716-5
- Final Reckoning: The Fate of Bester, 1999, ISBN 0-345-42717-3

### Star Wars: Das Erbe der Jedi-Ritter (Star Wars: The New Jedi Order)
- Edge of Victory I: Conquest, 2001
  - Band 7: Anakin und die Yuuzhan Vong, Blanvalet, 2004, ISBN 3-442-36101-X
- Edge of Victory II: Rebirth, 2001
  - Band 8: Die Verheißung, Blanvalet, 2004, ISBN 3-442-24302-5
- The Final Prophecy, 2003
  - Band 18: Die letzte Prophezeiung, Blanvalet, 2007, ISBN 3-442-24468-4

### Die verlorenen Reiche (The Kingdoms of Thorn and Bone)
- Vol. 1The Briar King, 2003
  - Band 1: Der Dornenkönig, Blanvalet, 2004, ISBN 3-442-24260-6

| Award | Kategorie | Platz |
| ----- | --------- | ----- |
| Locus | SF-Roman  | 7.    |

- Vol. 2: The Charnel Prince, 2004
  - Band 2: Die Rückkehr der Königin, Blanvalet, 2005, ISBN 3-442-24261-4
- Vol. 3: The Blood Knight, 2006
  - Band 3: Der Blutritter, Blanvalet, 2006, ISBN 3-442-24262-2

| Award | Kategorie | Platz |
| ----- | --------- | ----- |
| Locus | SF-Roman  | 14.   |

- Vol. 4: The Born Queen, 2009
  - Band 4: Die geborene Herrscherin, Blanvalet, 2009, ISBN 3-442-24263-0

### The Elder Scrolls
- Vol.1: The Infernal City – An Elder Scrolls Novel, 2009
  - Band 1: Die Höllenstadt, Panini Verlag, 2010, ISBN 978-3-8332-2131-6